# 貨物引換証
貨物引換証（かもつひきかえしょう）、ウェイビル（waybill）とは、運送業者によって発行される、貨物の発送に関する詳細と指示を記載した文書。一般的には、荷送人および荷受人の名前、積荷出発地、目的地、ルートが記載されている。ほとんどの運送業者やトラック運送会社は、ハウスビルと呼ばれる社内運送状を使用している。これらには通常、様式の裏面には、責任の制限およびその他の契約条件をカバーする「運送契約条件」の条項が含まれている。
貨物引換証は宅配便の受領書に似ており、荷送人、荷受人の詳細、出発地と目的地が記載されている。船荷証券 (Bill of Lading)と異なり、荷為替決済には使用できない。

## 航空運送
ほとんどの航空会社は、目的地の空港、便名、時刻などの追加項目を記載した航空運送状、エアウエイ・ビル（Air Waybill, AWB）と呼ばれる、別のフォームを使用している。

## 海上運送
海運においては海上運送状（sea waybill）として規定される。これは荷主が運送会社に品物を引き渡した証拠であり、かつ荷受人は、記載された本人であることを証明すれば、他の書類を必要とせず品物を受け取ることができる。

第七百七十条　運送人又は船長は、荷送人又は傭船者の請求により、運送品の船積み後遅滞なく、船積みがあった旨を記載した海上運送状を交付しなければならない。運送品の船積み前においても、その受取後は、荷送人又は傭船者の請求により、受取があった旨を記載した海上運送状を交付しなければならない。

２　海上運送状には、次に掲げる事項を記載しなければならない。

一　第七百五十八条第一項各号（第十一号を除く。）に掲げる事項（運送品の受取があった旨を記載した海上運送状にあっては、同項第七号及び第八号に掲げる事項を除く。）
二　数通の海上運送状を作成したときは、その数
３　第一項の運送人又は船長は、海上運送状の交付に代えて、法務省令で定めるところにより、荷送人又は傭船者の承諾を得て、海上運送状に記載すべき事項を電磁的方法により提供することができる。この場合において、当該運送人又は船長は、海上運送状を交付したものとみなす。

４　前三項の規定は、運送品について現に船荷証券が交付されているときは、適用しない。
—商法 第四節　海上運送状
英国の1992年海上物品運送法のs.1(1)では、以下の種類のwaybillが定義され、これらは紙でも電子形式でも適用されるs.1(5)。
- 船荷証券;bills of lading s.1(2),
- sea waybills s.1(3)
- ships' delivery orders s.1(4),

s.1(3)に基づく sea waybills とは、「船荷証券ではないが、海上での商品の輸送に関する契約を含む商品の受領書であり、輸送する人物を特定する文書。商品の配送はその契約に従って運送業者によって行われる。」と規定されている。

## 陸上輸送

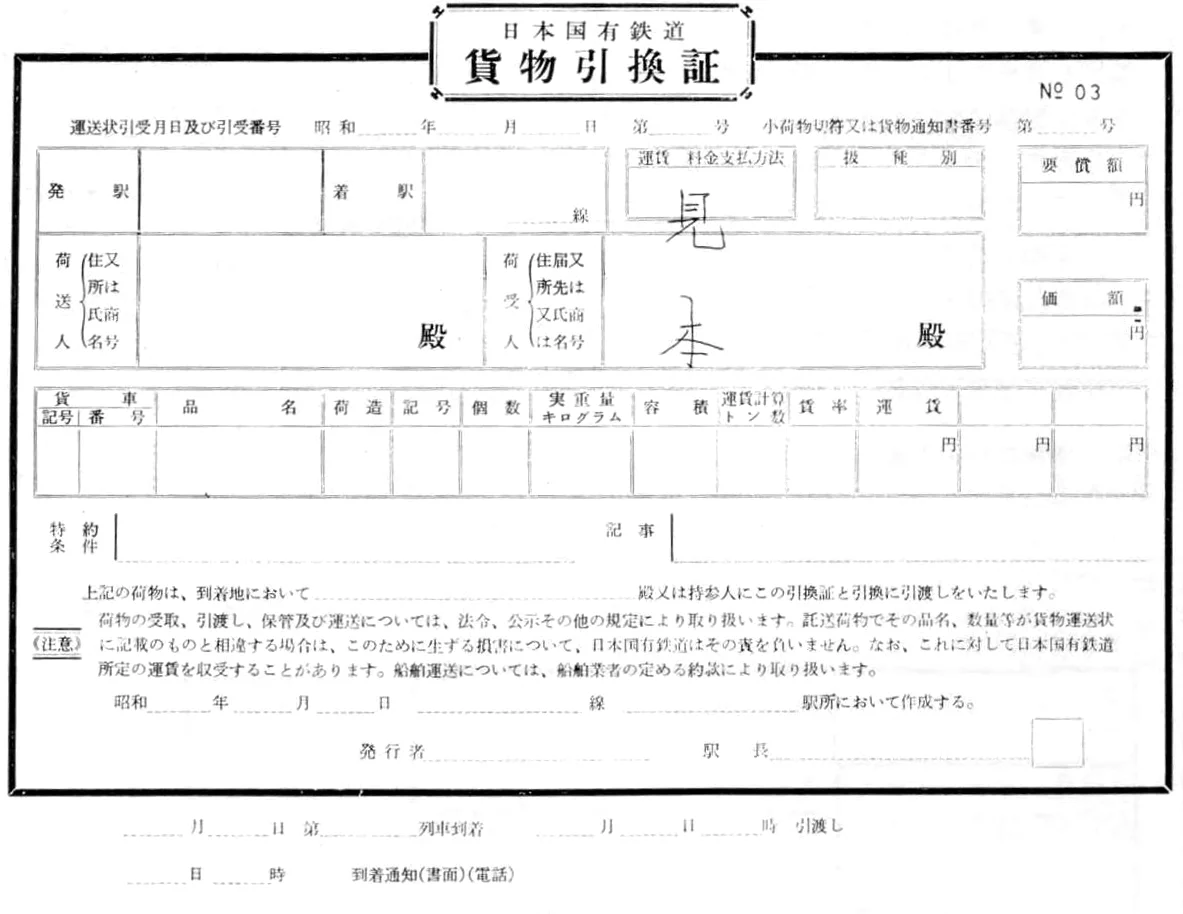
国鉄の貨物引換証

貨物引換証の記載内容は商法において規定されており、荷主に求められた場合は運送業者は発行する義務がある。

第五百七十一条　荷送人は、運送人の請求により、次に掲げる事項を記載した書面（次項において「送り状」という。）を交付しなければならない。
一　運送品の種類
二　運送品の容積若しくは重量又は包若しくは個品の数及び運送品の記号
三　荷造りの種類
四　荷送人及び荷受人の氏名又は名称
五　発送地及び到達地
２　前項の荷送人は、送り状の交付に代えて、法務省令で定めるところにより、運送人の承諾を得て、送り状に記載すべき事項を電磁的方法（電子情報処理組織を使用する方法その他の情報通信の技術を利用する方法であって法務省令で定めるものをいう。以下同じ。）により提供することができる。この場合において、当該荷送人は、送り状を交付したものとみなす。
—商法
日本通運などの通運業は、貨物引換証の整理業務をルーツとしている。